# هارلان يورك
هارلان يورك (بالإنجليزية: Harlan York)‏ هو محامي أمريكي، ولد في 5 ديسمبر 1969 في نيويورك في الولايات المتحدة.